# Eparchie cahulská
Eparchie cahulská je eparchie moldavské pravoslavné církve.

## Území a titul biskupa
Zahrnuje správní hranice území Cahulského, Cantemirského, Cimişlijského, Leovského rajónu Moldavska a autonomní oblast Gagauzsko.
Eparchiálnímu biskupovi náleží titul biskup cahulský a comratský.

## Historie
Eparchie byla zřízena rozhodnutím Svatého synodu Ruské pravoslavné církve dne 17. července 1998 oddělením území z kišiněvské eparchie.
Dne 24. prosince 2010 byly Svatým synodem vyděleny farnosti Hînceștijského rajónu a přiděleny k unghenijské eparchii.

## Seznam biskupů
- 1998–2025 Anatolie (Botnari)